# Babilonska trdnjava
Babilonska trdnjava (arabsko حصن بابليون‎, koptsko ⲡⲁⲃⲓⲗⲱⲛ ali Ⲃⲁⲃⲩⲗⲱⲛ) je bila starodavna trdnjava v Nilovi delti na mestu, ki je zdaj znano kot Koptski Kairo. Stala je vzhodnem bregu Nila na ozemlju nekdanjega Heliopolitskega noma na začetku Faraonskega (ali Trajanskega) kanala od Nila do Rdečega morja.
Trdnjava je stala na meji med Spodnjim in Gornjim Egiptom, kjer so ladjarji plačevali mitnino za plovbo po Nilu navzgor in navzdol. Diodor pripisuje gradnjo prve trdnjave upornim asirskim ujetnikom med vladanjem Sesostrisa, Ktezij  pa jo datira v obdobje asirske princese Semiramide (okoli 800 pr. n. št.). Jožef Flavij z večjo zanesljivostjo pripisuje gradnjo babilonskim  pristašem perzijskega kralja Kambiza II. leta 525 pr. n. št. Rimljani so bliže reke zgradili novo trdnjavo v značilni rdeče beli pasasti zidavi. 
V trdnjavi je zdaj Koptski muzej, samostan in več cerkva, vključno s cerkvijo sv. Jurija in Visečo cerkvijo.

## Ime
| T28 | D34 | O49 |

| T28 | D34 | O49 |

| O1 · Z1 | V28 | D36 · Q3 · N36 | N35 · O28 · W24 · O49 |

| O1 · Z1 | V28 | D36 · Q3 · N36 | N35 · O28 · W24 · O49 |

Babilon je bil dominantno mesto v Mezopotamiji. Egiptologi domnevajo, da se je področje sedanjega Babilonskega Kaira izvirno imenovalo Keriaha, Spilberg pa ime izpeljuje iz imena Perhabinon.

## Lega
Egipčanski Babilon je ležal severovzhodno od Memfisa na vzhodnem bregu Nila na zemljepisni širini 30° J in blizu začetka Faraonskega kanala, ki je povezoval Nil z Rdečim morjem. Bil je mejno mesto med Spodnjim in Srednjim Egiptom, kjer je rečna plovila plačevala mitnino za plovbo navzgor ali navzdol po Nilu.
Babilonski ujetniki so med vstajo  na vzpetini na vzhodnem bregu Nila med Memfisom in Heliopolisom  zgradili  trdnjavo. Kasneje so bili v njej nastanjeni perzijski in rimski vojaki. Rimski cesar Trajan je zaradi težav z vodo utrdbo prestavil na sedanjo lokacijo, ki je bila takrat bliže reki. Od takrat se je tok Nila premaknil za približno 400 metrov proti severu.

## Rimsko in bizantinsko obdobje
V Avgustovi dobi je Babilon v Nilovi delti postal zelo pomembno mesto in sedež treh legij, ki so zagotavljale poslušnost Egipta. V Notitia Imperii je Babilon omenjen kot sedež XIII. legije Gemina. Ruševine mesta so še vedno vidne malo severno od Fustata ali Starega Kaira. Vidni so tudi  ostanki Velikega akvadukta, ki ga omenjajo Strabon in zgodnji arabski topografi. 
Mesto je bilo sedež krščanske škofije, sufragan Leontopola, prestolnica in sedež metropolije rimske province Augustamnica Secunda. Znana so imena več škofov. Kalcedonski koncil leta 451 je nekaj škofov priznalo, večina pa ga je zavrnila. Odkar ni več sedež škofije, ga tako katoliška kot vzhodna pravoslavna cerkev štejeta za naslovni sedež.
V bizantinskem obdobju se je mesto uprlo oblasti in cesarju Fokasu.

## Muslimanska zasedba in zgodnje vladanje
Med muslimanskim osvajanjem Egipta je bizantinska trdnjava vzdržala okoli sedem mesecev in se nato decembra 640 vdala arabskemu generalu 'Amr ibn al-'Asu.  Zgodovino osvojitve in kasnejšo arabsko oblast v še vedno koptskem krščanskem mestu opisuje koptski škof Ivan iz Nikiuja (Pashati)  v svoji Kroniki, od katere so se ohranili samo etiopski rokopisi.

## Vira
- Talbert, Richard (2000). Barrington Atlas of the Greek and Roman World. Princeton University Press, Princeton, N.J. str. 74. COBISS 1792352. ISBN 0-691-03169-X.
- Karelin, Dmitry A. The Reconstruction of the Diocletianic Fortress in Babylon of Egypt: Architectural Decorations and Details. Actual Problems of Theory and History of Art: Collection of articles. Vol. 9. Ed: A. V. Zakharova, S. V. Maltseva, E. Iu. Staniukovich-Denisova. Lomonosov Moscow State University / St. Petersburg: NP-Print, 2019, str. 180–188. ISSN 2312-2129.